# Adenodolichos baumii
Adenodolichos baumii är en ärtväxtart som beskrevs av Hermann August Theodor Harms. Adenodolichos baumii ingår i släktet Adenodolichos och familjen ärtväxter. Inga underarter finns listade i Catalogue of Life.